# Jason Thirsk
Jason Matthew Thirsk (Hermosa Beach, Califórnia, 25 de dezembro de 1967 — 29 de julho de 1996) foi o baixista e principal letrista da banda americana de punk rock Pennywise, de 1988 até à sua morte em 1996.
Os Pennywise foram criados em 1988, por Jason Thirsk, juntamente com o vocalista Jim Lindberg, o guitarrista Fletcher Dragge e o baterista Byron McMackin. Jason não gostava de viajar em digressões e estava em reabilitação por alcoolismo, para além de sofrer de depressão. Estes fatores colidiram com a ambição da banda, que começava a ter bastante sucesso, impulsionada pela emergência de bandas como The Offspring ou Rancid, o que levou a que este acabasse por sair do grupo. Deprimido, Jason Thirsk suicidou-se com tiro no peito, em 29 de julho de 1996, aos 28 anos de idade.
Abalados com a sua morte, os Pennywise decidiram continuar em atividade em sua memória, convidando Randy Bradbury a assumir o baixo. A banda começou a escrever um álbum de material novo, composto principalmente de mensagens anti-suicidas. Uma das músicas mais populares de Pennywise, "Bro Hymn", foi originalmente escrita por Thirsk como uma homenagem a três seus amigos falecidos: Tim Colvin e Carlos Canton (mortos em acidentes separados de moto) e Tom Nichols (afogou-se em Hermosa Beach, em 1988). A banda regravou a música após sua morte como uma homenagem ao companheiro de banda caído, substituindo a frase "Canton, Colvin, Nichols, esta é para vós" por "Jason Matthew Thirsk, esta é para ti", e renomeando a música para "Bro Hymn Tribute". Esta foi lançada como faixa final do álbum Full Circle e como versão ao vivo no Live @ the Key Club, lançado em 2000. Justin Thirsk, irmão de Jason e baterista dos 98 Mute, aparece na regravação, tanto na bateria quanto nos vocais.

## Discografia

### Pennywise
- Wildcard (1988, EP)
- A Word From the Wise (1989, EP)
- Wildcard/A Word From the Wise (1990, compilação de EP)
- Pennywise (1991)
- About Time (1995)
- Full Circle (1997, dedicado a ele)